# Валентина Готовска
Валентина Готовска (лет. Valentīna Gotovska, рођена Толстика; Краслава, 3. септембар 1965) била је совјетска и летонска атлетичарка, специјалиста за скок удаљ. У почеку каријере такмичила се и у скоку увис.

## Спортска биографија
Готовска је четири пута учествовала на Летњим олимпијским играма (1992, 1996, 2000. и 2004). На првим 1992. такмичила се у скоку увис и имала највећи успех освајањем 13 места, а на остале три у скоку удаљ без значајнјих резултата. На светским првенствима на отвореном учествовала је 3 пута, а најбољи пласман имала је 2001. у Едмонтону пето место. На 9 светских првенстава у дворани једном је била 5. (2004).
Њени лични рекорди у скоку увис 1,97 м на отвореном из 1990. и 1,92 м из 1989. и данас (2015) су националини рекорди Летоније.

## Значајнији резултати
| Година                       | Такмичење                    | Место                        | Пласман                      | Резултат                     |                              |
| Представљала Совјетски Савез | Представљала Совјетски Савез | Представљала Совјетски Савез | Представљала Совјетски Савез | Представљала Совјетски Савез | Представљала Совјетски Савез |
| Скок увис                    | Скок увис                    | Скок увис                    | Скок увис                    | Скок увис                    | Скок увис                    |
| ---------------------------- | ---------------------------- | ---------------------------- | ---------------------------- | ---------------------------- | ---------------------------- |
| 1990.                        | Европско првенство           | Сплит, Југославија           | 7.                           | 1,89 м                       |                              |
| Представљала Летонију        |                              |                              |                              |                              |                              |
| Скок увис                    |                              |                              |                              |                              |                              |
| 1992                         | Олимпијске игре              | Барселона, Шпанија           | 13.                          | 1,83 м                       |                              |
| 1993                         | Светско првенство у дворани  | Торонто, Канада              | 17.                          | 1,86 м                       |                              |
| 1993                         | Светско првенство у дворани  | Штутгарт, Немачка            | 8.                           | 1,91 м                       |                              |
| 1995                         | Светско првенство у дворани  | Барселона, Шпанија           | 27.                          | 1,80 м                       |                              |
| Скок удаљ                    |                              |                              |                              |                              |                              |
| 1995                         | Светско првенство у дворани  | Барселона, Шпанија           | 18.                          | 6,06 м                       |                              |
| 1995                         | Светско првенство            | Гетеборг, Шведска            | 26.                          | 6,32 м                       |                              |
| 1996                         | Олимпијске игре              | Атланта, САД                 | 26.                          | 6,08 м                       |                              |
| 1997                         | Светско првенство у дворани  | Париз, Француска             | 13.                          | 6,43 м                       |                              |
| 1997                         | Светско првенство у дворани  | Атина, Грчка                 | 29.                          | 6,20 м                       |                              |
| 1999                         | Светско првенство у дворани  | Севиља, Шпанија              | 15.                          | 6,55 м                       |                              |
| 2000                         | Олимпијске игре              | Сиднеј, Аустралија           | 19.                          | 6,47 м                       |                              |
| 2001                         | Светско првенство у дворани  | Лисабон, Португалија         | 8.                           | 6,46 м                       |                              |
| 2001                         | Светско првенство            | Едмонтон, Канада             | 5.                           | 6,84 м                       |                              |
| 2002                         | Европско првенство           | Минхен, Немачка              | 12.                          | 5,93 м                       |                              |
| 2003                         | Светско првенство            | Париз, Француска             | 11.                          | 6,43 м                       |                              |
| 2004                         | Светско првенство у дворани  | Будимпешта, Мађарска         | 5.                           | 6,67 м                       |                              |
| 2004                         | Олимпијске игре              | Атина, Грчка                 | 24.                          | 6,41 м                       |                              |
| 2005.                        | Европско првенство у дворани | Мадрид, Шпанија              | 12.                          | 6,29 м                       |                              |

## Лични рекорди
| Дисциплина | Дисциплина   | Резултат | Место  | Датум            |
| ---------- | ------------ | -------- | ------ | ---------------- |
| Скок увис  | На отвореном | 1,97 м   | Виљнус | 4. август 1990.  |
| Скок увис  | Дворана      | 1,92 м   | Виљнус | 8. јануар 1989.  |
| Скок удаљ  | На отвореном | 6,91 м   | Тарту  | 11. јун 2000.    |
| Скок удаљ  | Дворана      | 6,72 м   | Рига   | 6. фебруар 2004. |